# Conseil consultatif des antiquités

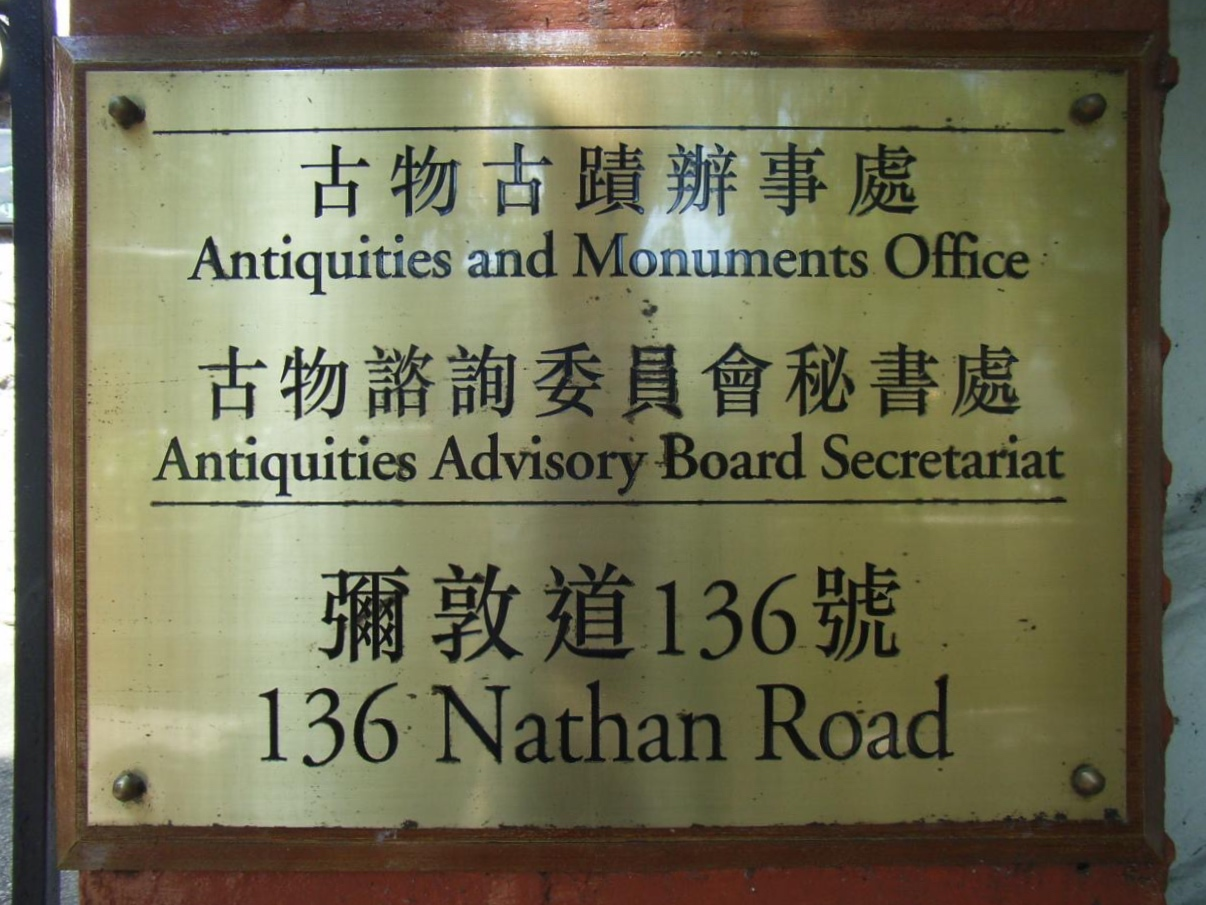
Plaque.

Le conseil consultatif des antiquités (古物諮詢委員會, Antiquities Advisory Board) est un organe statutaire du gouvernement de Hong Kong, établi en 1976 pour évaluer les bâtiments anciens de Hong Kong et recommander ceux qui présentent des valeurs historiques ou architecturales pour les inscrire comme monuments. Il est placé sous la responsabilité du Bureau du développement (en), directement en dessous du Secrétaire aux développement (en), et siège dans le bâtiment de l'ancienne école britannique de Kowloon (en) aux côtés du bureau des antiquités et monuments.
Comme son nom l'indique, son pouvoir est seulement « consultatif » et le gouvernement de Hong Kong n'est absolument pas contraint de suivre ses avis.

## Histoire
Bien que l'ordonnance sur les antiquités et monuments, qui a permis sa création, ait été adoptée en 1971, le conseil n'a été créé qu'en 1976 à la suite de la décision de démolir la poste centrale de Hong Kong et la gare de Kowloon de la liaison Kowloon-Canton.

## Rôle
Il indique à l'autorité des antiquités quels bâtiments historiques peuvent être proposés ou déclarés comme monuments selon l'ordonnance sur les antiquités et monuments (chapitre 53), et comment restaurer et conserver les éléments historiques et promouvoir la conservation du patrimoine à Hong Kong. Il est donc responsable du classement des bâtiments à Hong Kong et aux alentours. Cependant, ce classement n'est pas lié au gouvernement.
Membre du conseil qui comprend 23 personnes au total, la professeure Ho Pui-yin, historienne sociale et économique à l'université chinoise de Hong Kong, estime que le pouvoir du conseil réside dans son soutien public et que le gouvernement est obligé d'écouter son point de vue par crainte d'une réaction médiatique, mais elle critique certains membres du conseil comme ayant « peu de liens avec la conservation des bâtiments et monuments historiques » et que « les membres nommés ont des positions politiques et sont pour la plupart conservateurs dans le sens où ils considèrent les antiquités sur la base de leur valeur économique ».

## Formation
Selon l'article 17 de l'ordonnance sur les antiquités et monuments (chapitre 53), le conseil consultatif des antiquités est composé de membres nommés par le chef de l'exécutif, même le président. C'est l'une des raisons pour laquelle de nombreux membres (dont le président) ne sont ni archéologues ni historiens, mais la plupart sont politiciens ou hommes d'affaires.

## Dossiers importants

### Gare de Kowloon (1978)
Durant les premières années du conseil, certains membres tentent d'intervenir pour sauver de la démolition la gare de Kowloon, mais ils informent n'avoir aucun droit en la matière.

### Bâtiment du club de Hong Kong (1980)
Après avoir d'abord hésité à intervenir dans le cas des propriétés privées, le conseil vote fin 1980 pour classer le bâtiment du club de Hong Kong comme monument déclaré. Une pétition est envoyée au conseil exécutif, mais le recours est rejeté le 16 septembre 1980 au motif que son coût de 500 millions HK$ est « inacceptable ».

### Embarcadère de ferries d'Edinburgh Place (2006)
En 2001, un rapport d'analyse d'impact du programme d'agrandissement sur la mer de Central et Wan Chai (en) note l'attachement du public pour l'embarcadère de ferries d'Edinburgh Place (en) et sa tour de l'horloge, et recommande son déménagement, ce qui est approuvé par le conseil consultatif des antiquités en 2002.

### Jetée de la reine (2007)
Le conseil organise une audition publique le 9 mai 2007 pour discuter du classement de la jetée de la reine (en).
Les membres du conseil votent à la majorité pour l'inscrire comme monument de rang I, mais sans recommander au gouvernement son statut de monument. Cependant, le gouvernement de Hong Kong ignore le vote, déclarant que le résultat n'a aucun pouvoir réel et la jetée est démolie.

### Jardins Ho Tung (2013)
Les jardins Ho Tung (en) sont classés comme monuments proposés en 2011, mais démolis en 2013.